# Petko Sławejkow (miejscowość)
Petko Sławejkow (bułg. Петко Славейков) – wieś w środkowej Bułgarii, w obwodzie Gabrowo, w gminie Sewliewo. Według danych Narodowego Instytutu Statystycznego, 31 grudnia 2011 roku wieś liczyła 1063 mieszkańców.